# Рычкова, Татьяна Борисовна
Татьяна Борисовна Рычкова (укр. Тетяна Борисівна Ричкова; 7 октября 1978, Днепропетровск, Днепропетровская область, УССР, СССР) — украинский волонтёр движения помощи украинским военным и военнослужащий. Народный депутат Украины VIII созыва с 1 августа 2016 года.

## Биография
Родилась 7 октября 1978 года в Днепропетровске. В 2000 году окончила Национальную металлургическую академию Украины по специальности «экономист-финансист предприятия», после чего занялась частным предпринимательством, в 2013 году открыла пекарню.
После начала вооружённого конфликта на востоке Украины Татьяна Рычкова последовала за своим мужем Вадимом Рычковым на фронт, где занялась сбором средств и снабжением украинских военнослужащих. Стала основателем днепропетровского отделения волонтёрского движения «Крылья Феникса».
В ноябре 2014 года по приглашению Юрия Бирюкова стала работать в Министерстве обороны Украины. Возглавила новое государственное предприятие, занимающееся снабжением сил специальных операций и воздушно-десантных войск.
В 2015 году подписала военный контракт, став офицером вооружённых сил Украины. Была назначена помощником министра обороны Степана Полторака, с весны 2015 года — помощником начальника генерального штаба Виктора Муженко.
С марта 2015 года по поручению начала заниматься вопросами дисциплины и психологической безопасности в армии. Принимала участие в разработке программы психологической помощи военнослужащим и создании центров помощи участникам АТО при облгосадминистрациях, занималась созданием Центра развития и сопровождения материального обеспечения Вооруженных сил.
В мае 2015 года включена в состав Комиссии государственных наград и геральдики, в ноябре — в состав Организационного комитета по подготовке и проведению мероприятий по созданию мемориала украинских героев.
Выдвинула свою кандидатуру на довыборы в Верховную раду VIII созыва 17 июля 2016 года в качестве самовыдвиженца по 27 одномандатному округу в Днепропетровске. Основное противостояние происходило между волонтёром (в пользу которой снялись кандидаты от партий УКРОП и БПП) и Загидом Красновым (которого поддержал депутат от Оппозиционного блока Александр Вилкул). Ряд СМИ считали, что кандидатура Рычковой стала компромиссом между группой «Приват» и администрацией президента Петра Порошенко. По итогам голосования Татьяна Рычкова получила 44,57 % (15 494 голосов), Загид Краснов — 36,73 %, 6 сентября дала депутатскую присягу и вошла в состав фракции «БПП».
25 декабря 2018 года включена в санкционный список России.
Участвовала в досрочных парламентских выборах 2019 года от партии «Европейская солидарность» по одномандатному округу № 27 (Соборный район части Самарского и Центрального районов Днепра
).

## Семья
В 2000 году вышла замуж за нейрофизика Вадима Рычкова. Он был активистом Евромайдана, в марте 2014 года пошёл добровольцем в 25-ю воздушно-десантную бригаду. Принимал участие в операциях под Славянском, Краматорском и в Луганской области. Погиб 17 августа 2014 года в ходе боёв под Енакиево в Донецкой области. Есть сын Тимур.

## Награды
За помощь вооружённым силам была награждена орденом княгини Ольги ІІІ степени (август 2014) и орденом Богдана Хмельницкого ІІІ степени (декабрь 2014).